# Neopistria viridinotata
Neopistria viridinotata là một loài bướm đêm trong họ Noctuidae.